# Byblis (revue)
Pour les articles homonymes, voir Biblis (homonymie).
Byblis, miroir des arts du livre et de l'estampe est une revue trimestrielle artistique française, fondée en 1921 et disparue en 1931, consacrée principalement à la gravure et aux métiers du livre.

## Histoire
Début mars 1922 sort à Paris le premier numéro de Byblis, miroir des arts du livre et de l'estampe, une revue trimestrielle fondée par l'historien d'art et graveur Pierre Gusman. Le nom « Byblis » a été choisi pour deux raisons : d'abord, symboliquement, en référence à la nymphe devenue fontaine ou source, d'autre part, par homophonie, « byblis » évoque le préfixe « biblio- ».
L'éditeur Albert Morancé, qui lança par la suite les « Documents d'art » et le premier numéro de la revue Cahiers d'art, assure la diffusion et la vente, hébergeant l'équipe au 30 rue de Fleurus. Cette première livraison fut élaborée en 1921, mais, prête pour l'hiver 1921-1922, elle connut quelques semaines de retard à la fabrication. Exigeant, Pierre Gusman, ancien collaborateur de Gustave Doré, antiquisant, graveur hors pair, est un bibliophile passionné : souhaitant « servir la gravure et la typographie françaises », il met sur pieds autour de sa revue un comité appelé « La Maison des maîtres graveurs contemporains », regroupant Louis Barthou (nommé président d'honneur), l'archiviste Robert Burnand, l'imprimeur parisien Frazier-Soye, les papeteries Lafuma, le tireur Alfred Porcabeuf et le graveur Schmied (pour les ornementations), qui sont des acteurs du monde des livres travaillant en marge de l'industrie et privilégiant des pratiques artisanales (beau papier, typographie soignée, gravures en tirage direct, etc.). Autant dire que les chiffres d'impression sont, dans ces conditions, peu élevés : avec 500 exemplaires sur papier « vélin pur fil » et 100 sur vélin d'Arches avec épreuves signées, la revue s'adresse bien à un public d'amateurs éclairés et se veut le reflet des arts décoratifs du livre. Une devise latine, liber galliae semper florens (les livres français toujours florissant) s'exprime dans la vignette de couverture.
Le premier fascicule fait 43 pages, affiche un prix de 25 francs pour l'édition courante, imprimé au format 24 x 30,5 cm : au bout d'un an, 4 fascicules forment un volume de 198 pages constituées en feuillets mobiles + 56 gravures hors-texte. Gusman réussit le tour de force à maintenir le rythme de 4 publications par an sans discontinuité jusqu'à l'hiver 1931, le 40e numéro clôturant la série. Au total, Byblis proposa 154 planches (eaux fortes, aquatintes, bois originaux, lithographies, héliotypies), dont quelques retirages prestigieux (à partir de matrices en cuivre ou en bois) et quantités d'articles spécialisés sur les arts du livre.

## Principaux contributeurs rédacteurs
Byblis publia des études inédites de spécialistes pour la plupart contemporains :
Robert Burnand, Noël Clément-Janin, Ernest de Crauzat, Loÿs Delteil, Raymond Escholier, Pierre Gusman, Hector Lefuel, Pascal Pia, Claude Roger-Marx, Léon Rosenthal, Charles Saunier (1865-1941), Claude Terrasse, Jean Vallery-Radot, Christian Zervos...

## Planches hors-textes publiées
Le choix d'estampes montre un mélange entre goût néo-traditionnel et modernité, avec des sujets résolument figuratifs :
1. Hiver 1921-1922 : « La Salute à Venise » et « Les pins moussus » de Pierre Gusman ; « Les dernières feuilles » de Auguste Lepère [retirage] ; « L'arbre » de Schmied.
2. Printemps 1922 : « Le ruisseau » d'Amédée Féau ; « Liverdun sur Moselle » de Paul-Émile Colin ; « Vue du château de Nemours » d'Eugène Bléry [retirage] ; « Hermaphrodite et Salmacis » de Raphaël Drouart.
3. Été 1922 : « Amateur d'estampes » d'Armand Coussens (1881-1935) ; « La Rhune » de Jean-Baptiste Vettiner ; « Pieta » de Constant Le Breton.
4. Automne 1922 : « Vieilles maisons à Pont en Royan » de Baudrier [?].
5. Hiver 1922-1923 : « Quai d'Issy » de Louis Willaume ; « Ferme genevoise » de Maurice Achener ; « Au bord de l'eau » de Henri Amédée-Wetter ; « Le cimetière » de Pierre Lombart.
6. Printemps 1923 : « La Rieuse » d'Edgar Chahine ; « La nymphe blessée » de Carlègle ; « La cigarette » de Jeanne Bardey.
7. Été 1923 : « L'échouée » de Marcel Roux [retirage] ; « Jardin d'Italie » de P. Gusman ; « L'Ondine » d'Henry Chapront (1876-1965).
8. Automne 1923 : « Le sabotier » de Georges Gobo ; « Le mousse » de Jacques Beltrand ; « Portrait de Renoir » de Marcellin Desboutin.
9. Hiver 1923-1924 : « Pauvres hères » de Franck Brangwyn ; « Sur la Marne » de Jean Émile Laboureur ; « Le Cavalier Saint Georges » d'Honoré Broutelle ; « Brigands pour un trésor » de Władysław Skoczylas.
10. Printemps 1924 : « Dernier schlittage » de Mathurin Méheut ; « Portrait de Pierre Gusman » d'Albert  Váradi ; « Le vagabond » de Steinlen ; « La femme et le vieillard » de Gérard Cochet ; « Aquarelle » de Georges Braque (pochoir).
11. Été 1924 : « Construction de la Bourse » et « L'incendie » de Franck Bragwyn ; « Pins devant la mer » d'André Dauchez.
12. Automne 1924 : « Ô Mort, vieux capitaine... » de Maximilien Vox ; « Berger » d'Othon Coubine ; « La tour Saint-Jacques » de Daniel Vierge.
13. Hiver 1924-1925 : « Abreuvoir derrière Notre-Dame » d'Auguste Lepère ; « Rue de la Bucherie » de Charles Jouas ; « Odyssée d'un transport foudroyé » de Charles Fouqueray.
14. Printemps 1925 : « Le Printemps » de Jean Frélaut ; « Vue de la Ronda » de Tavík František Šimon ; « Dans la rue » de Jan Rambousek (1895-1976).
15. Été 1925 : « Au dancing » et « Madame chez son portraitiste » de Marcel Vertès ; « Mendiante des pays envahis » de François de Hérain ; « Danseuses » de Paul Renouard et une eau-forte de Léon Desbuissons.
16. Automne 1925 : « Pour la ville » et « L'étalage », bois de Franz Masereel ; « Vue d'Assise » de Paul Adrien Bouroux ; « Un paysan » de Paul Gavarni [retirage] ; « Enfants » de Edmond Morin (1824-1882) [retirage].
17. Hiver 1925-1926 : « L’égyptienne » et « La mosquée du sultan Hassan » de Charles-Jean Hallo ; « La rue Saint-Denis » d'Eugène-Louis Véder.
18. Printemps 1926 : « Souvenir du Lac Majeur » de Corot [contretype] ; « Rue Pont-aux-Anguilles à Anvers » d'Edward Pellens (1872-1947).
19. Eté 1926 : « Feuille d'études » et « Le Printemps » de Jean-Jacques de Boissieu [retirage] ; « La tasse de thé » de Malo Renault (1870-1938) ; « Portrait de Lucien Guitry » de Jean Auscher.
20. Automne 1926 : « Notre Dame de la Foi Sainte Guénole » de Raymond Renefer ; Cueillette de Raphaël Drouart.
21. Hiver 1926-1927 : « Le boxeur » et « Le couple et le mendiant » de Louis Jou ; « Le laboureur » d'André Deslignères.
22. Printemps 1927 : « L'espagnole » et « L'orchestre » d'Achille Ouvré ; « La juive » d'Albert Jan Neuhuys (1895-1968) ; « Le Bar » de Fernand Siméon.
23. Été 1927 : illustration mythologique de Maurice de Becque ; « Scène champêtre » de Percy Smith (1882-1948).
24. Automne 1927 : « Ancienne ville étrusque de Pitigliano » de Celestino Celestini ; « Nocturnes » et « Tragédies des poètes grecs » de Adolfo de Carolis ;  « Nichonnette » de Steinlen ; « Hôtel de la belle Gabrielle » de Louis Orr.
25. Hiver 1927-1928 : « Les laveuses » et « Bateaux descendant le Rhône » de Weirotter ; « Petit village de Biscaye » de Jean-Paul Tillac.
26. Printemps 1928 : « New-York » de Walter Pach ; « La Vierge » de Desvallières.
27. Été 1928 : « La paysanne » et « Portrait de Léon Bloy » de Pierre-Eugène Vibert.
28. Automne 1928 : « Le port de Gênes » d'Henry Cheffer ; « Ce feu qui met au cœur des filles » de Sylvain Sauvage.
29. Hiver 1928-1929 : « La vague » et « Oceano Nox » de René Guillevic [?].
30. Printemps 1929 : « À Cythère » et « Départs » de Robert Bonfils ; « Le joueur de cornemuse » d'Edmund Bartłomiejczyk (1885-1950) ; « Mise au tombeau » de Stefan Mrożewski (1894-1975) ; « Illustration pour l'Apocalypse » de Bogna Krasnodebska ; « Tête de vieillard » de Cadwallader Washburn (en) (1866-1965) ; « Le chant du cygne » de Émile Froment (1866-1928) ; « Le passage du cortège » de Joseph Hémard.
31. Été 1929 : « Saint Paul du Var » et « Femme nue » de Kiyoshi Hasegawa ; « Au quartier chinois » de Tavik Frantisek Šimon.
32. Automne 1929 : « Initiation », « Les fiancés », « Dancing à Montmartre » de Jean Dulac.
33. Hiver 1929-1930 : « Rue Mouffetard » de Georges Gobo ; « Eve » d'Albert Decaris ; « Le El à Chatham Square » d'Adriaan Lubbers (1892-1954).
34. Printemps 1930 : « En Condroz » de Jean Donnay.
35. Été 1930 : « Le renard et le bouc » de Lucien Boucher ; « Les pêcheuses » de Jury Rikovsky (1893-?) ; « Riga » de Bernard Dannenhirsch (1894-?).
36. Automne 1930 : « Adoration des mages » et « Nature morte » de Jean Lébédeff ; « La chaumière indienne » et « Sarah la baigneuse » de Pierre Dubreuil ; « Amour de Psyché et Cupidon » de Louis Jou.
37. Hiver 1930-1931 : « Les plaisirs et les jeux » et « Le Cantique des Cantiques » d'Edy Legrand ; « Le journal de Salavin » et « La gerbe d'or » de Berthold Mahn ; Bois originaux de Raoul Dufy ; « Les amours pastorales de Daphnis et Chloé » de Jean Dulac.
38. Printemps 1931 : « Calèches » de Chas Laborde.
39. Été 1931 : « Portrait de femme » et « Dialogue de Clénarium et de Leoenade » de Marie Laurencin.
40. Automne-Hiver 1931 : « Le château d'Ottrot » de Paul Weiss (1896-1961) ; « Couverture pour Chopi de S. Reymont » de Emil Zegadlowicz[5] ; « Pascha » de Z. Stryïenska ; « Ballada O Swiatkarzu » de Jerdzej Vowro (ou Wowro, 1864-1937) ; « Mime » de Jules Chadel (1870-1941) ; « Robinson Crusoé » de Pierre Falké ; « Bonum vinum laetificat cor hominum » d'André Collot ; « Le petit marché » de Herman Armour Webster ; « Petite infante de Castille » de Charles Martin.